# Porzana
Porzana är ett släkte med rallar inom familjen Rallidae. Tidigare omfattade det vanligtvis 13 nu levande små rallarter med nära nog global utbredning, alla kallade sumphöns. Fem är nyligen utdöda. Utöver detta finns ett stort antal förhistoriska arter som enbart är kända från fossil. Genetiska studier visar dock att Porzana är en artificiell gruppering, där flera av arterna endast är avlägset släkt med varandra och att Porzana endast bör begränsas till tre arter.

## Arter inom släktet
Följande tre arter är nära släkt med rörhöns och sothöns, allra närmast fläcksidig rörhöna:
- Karolinasumphöna (Porzana carolina)
- Småfläckig sumphöna (Porzana porzana)
- Australisk sumphöna (Porzana fluminea)

## Arter tidigare placerade iPorzana
Listan nedan följer AviList:
- Vithakad rall (Mustelirallus albicollis, tidigare vitstrupig sumphöna)
- Vitbrynad sumphöna (Poliolimnas cinereus)
- Amursumphöna (Zapornia paykullii)
- Rödbrun sumphöna (Zapornia fusca)
- Mindre sumphöna (Zapornia parva)
- Sankthelenasumphöna (Zapornia astrictocarpus) – utdöd under tidigt 1500-tal
- Dvärgsumphöna (Zapornia pusilla)
- Laysansumphöna (Zapornia palmeri) – utdöd 1944
- Hawaiisumphöna (Zapornia sandwichens) – utdöd cirka 1890
- Hendersonsumphöna (Zapornia atra)
- Sotsumphöna (Zapornia tabuensis)
- Kosraesumphöna (Zapornia monasa) – utdöd i mitten av 1800-talet
- Tahitisumphöna (Zapornia nigra) – utdöd under 1800-talet; endast känd från två målningar
- Gulbröstad dvärgrall (Laterallus flaviventer, tidigare gulbröstad sumphöna)
- Fläckvingad dvärgrall (Laterallus spilopterus, tidigare fläckvingad sumphöna)

### Förhistoriska arter
Följande arter beskrevs i Porzana, men tros höra till Zapornia:
- Mangaiasumphöna (Z. rua)
- Mindre oahusumphöna (Z. ziegleri)
- Molokaisumphöna (Z. menehue)
- Mindre mauisumphöna (Z. keplerorum)
- Större oahusumphöna (Z. ralphorum)
- Större mauisumphöna (Z. severnsi)

Följande arter har osäker taxonomisk position:
- Porzana estramosi - sen miocen i Ungern
- Porzana piercei - sen pleistocen i Bermuda, Västatlanten

Det fossil från sen pleistocen som beskrivits som Porzana auffenbergi placeras numera i släktet Rallus.